# Rick Mears
Rick Ravon Mears  (Wichita, 3 de dezembro de 1951) é um ex-automobilista norte-americano. Ele foi campeão do campeonato da CART em 1979, 1981 e 1982, segundo em 1989, e terceiro em 1990 e a quarto em 1980, 1988 e 1991, tendo um total de 29 vitórias, 75 pódios e 40 poles no campeonato da CART e o Campeonato nacional da USAC. Mears ganhou as 500 milhas de Indianápolis de 1979, 1984, 1988 e 1991, o recorde de vitórias com A. J. Foyt, Al Unser e Hélio Castroneves e detém o recorde absoluto de seis poles nesta competição.
Mears, tinha como principal patrocinador de 1983 até 1990 a lubrificantes Pennzoil; seu carro foi apelidado do "submarino amarelo" em referência a sua decoração. Desde sua aposentadoria como piloto, ele serviu como conselheiro para a equipe Penske, entre outras atividades relacionadas ao desporto motorizado. Ele é irmão de Roger Mears, pai de Clint Mears e tio de Casey Mears, os três pilotos de automobilismo.
Ele é um dos quatro homens que venceu as 500 milhas de Indianápolis quatro vezes (1979, 1984, 1988, 1991) e o atual detentor do recorde de pole positions da corrida com seis (1979, 1982, 1986, 1988, 1989, 1991). Três vezes campeão da CART, aposentou-se em 1992.

## Os primeiros anos no automobilismo até 1980
Mears foi criado em Bakersfield (Califórnia) e deu seus primeiros passos no automobilismo em corridas no deserto. No Campeonato Nacional da USAC ele estreou em 1976. Em 1977, chegou uma corrida na quinta posição, outro na sexta, outra no sétimo e outra no oitavo. A equipe de Penske fez nove datas da temporada de 1978. Classificado ao terminar em sétimo, ou melhor, em cada data, ganhou em Milwaukee Mile e Atlanta Motor Speedway Atlanta]], foi segundo duas vezes e duas corridas britânicas da competição terminou o primeiro e segundo. Assim, terminou em nono no campeonato e foi nomeado Rookie of the Year nas 500 milhas de Indianápolis junto com Larry Rice.
A Penske abandonar a USAC em favor da CART em 1979, Mears venceu as 500 milhas de Indianápolis pela primeira vez pela equipe Penske, batida em  Trenton Trenton e Atlanta, chegado o segundo em quatro corridas, terceiros em outros dois e sétimo ou melhores nos restantes. Desta forma, ele obteve seu primeiro título à frente do Bobby Unser. Em 1980, ganhou apenas uma vez em  México, foi segundo em duas corridas e o terceiro em dois outros, terminando a temporada na quarta colocação.

## Título e colisão no Sanair (1981-1984)
Em 1981, Mears venceu o campeonato com conforto para obter seis vitórias (ambas as corridas em Atlanta e o  Riverside,  Michigan, Watkins Glen e México), um segundo, um terceiro e um quarto em 11 corridas. Seu terceiro e último título obteve em 1982, através de triunfos em  Atlanta, Phoenix,  Pocono e Riverside, um segundo lugar nas 500 milhas de Indianápolis (a 160 milésimos de segundo do vencedor), um terceiro, um quarto e um quinto.
Com uma única vitória em Michigan e três chegadas na terceira colocação, Mears foi sexto no campeonato de 1983. Ele voltou ganhar as 500 milhas de Indianápolis em 1984 e temos dois segundos lugares, um terceiro, dois quarto e um quinto. Em um lote de treinamento em Sanair, Mears caiu e sofreu fraturas nas pernas que tornaram impossível para ele conseguir nas últimas cinco corridas, ainda terminaram aquela temporada na quinta posição.

## Recuperação e últimos anos (1985-1992)

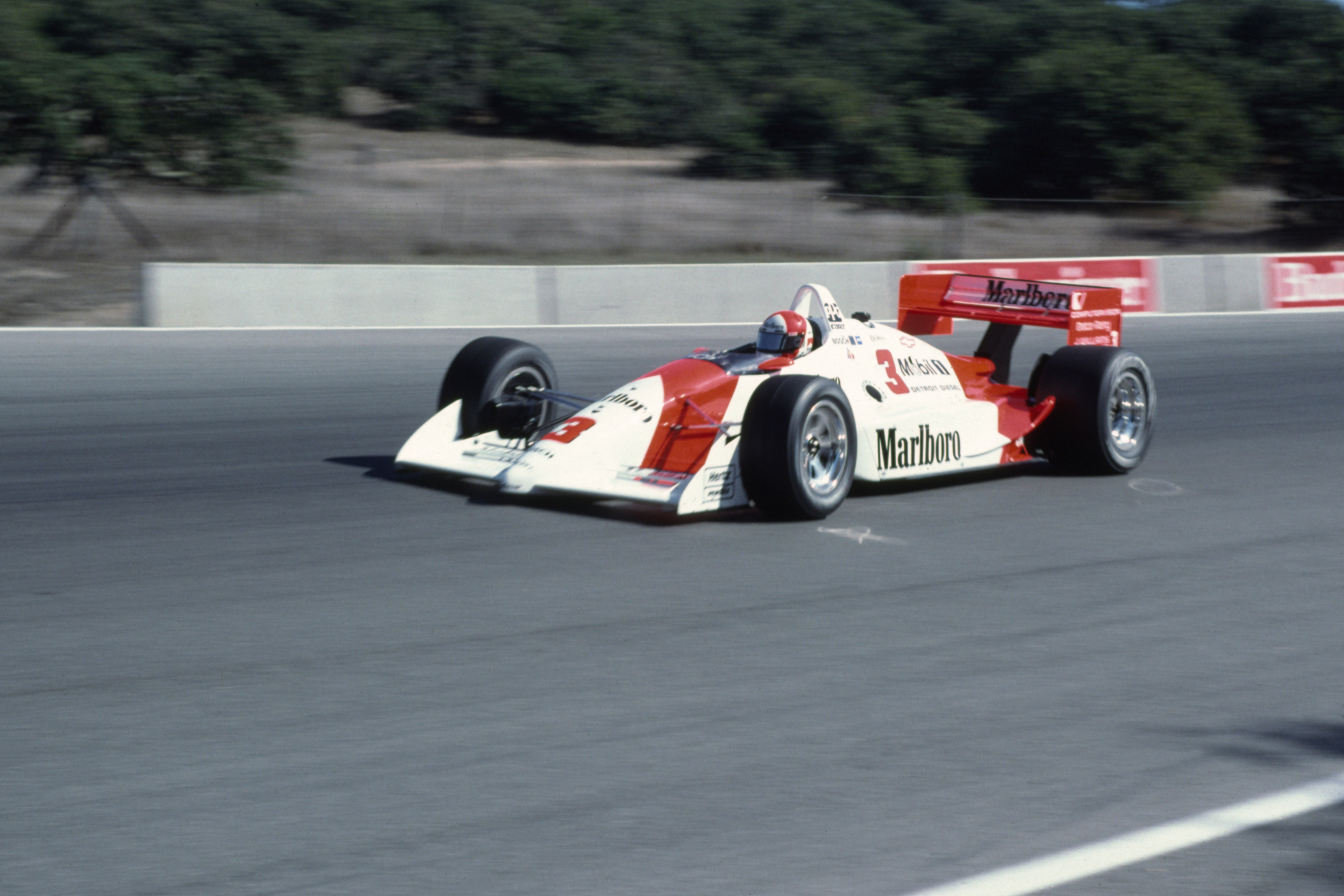
Rick Mears em Laguna Seca em 1991

Em 1985, participou esporadicamente em cinco dias, vencedor em Pocono e chegando em segundo no Michigan 2 e terceiro em Milwaukee. Mears competiu em todos os encontros da temporada de 1986, colhendo quatro chegadas em terceira posição como melhor resultados, sendo o oitavo no final classificatório. Com uma vitória em Pocono e três terceiros em 1987, Mears foi quinto no campeonato. Em 1988 foi o quarto com duas vitórias em Indianápolis e Milwaukee, um segundo lugar e dois terceiros.
Mears disputou o título de 1989 contra o companheiro de equipa Emerson Fittipaldi, que foi finalmente coroado campeão na última data=; ele conquistou três vitórias em Phoenix, Milwaukee e Laguna Seca, dois segundos lugares, um terceiro, um quarto e quatro quintos. Em 1990, ele ganhou em Phoenix, três segundo colocações, um terceiro, três quartos e dois quintos, que significava que você concluir a temporada na terceira posição; Ele também ganhou em Nazareth Speedway Marlboro Challenge, a Corrida de Estrelas da CART.
1991 foi a última temporada completa para Mears na CART, que terminou em quarto lugar. Ele ganhou a pole position e a vitória nas 500 milhas de Indianápolis pela última vez, amarrando no registro no segundo caso com A.J. Foyt e Al Unser e em Michigan, a última de suas 29 vitórias nas categorias de monopostos americanos.

#### Resultados nas500 Milhas de Indianápolis
| Ano  | Chassi       | Motor              | Largada | Resultado | Nota                             | Equipe      |
| ---- | ------------ | ------------------ | ------- | --------- | -------------------------------- | ----------- |
| 1977 | Eagle 72     | Offenhauser L4t    | DNQ     | DNQ       | Não se classificou               | Art Sugai   |
| 1978 | Penske PC-6  | Cosworth DFX V8t   | 3       | 23        | Falha no motor                   | Team Penske |
| 1979 | Penske PC-6  | Cosworth DFX V8t   | 1       | 1         | Corrida                          | Team Penske |
| 1980 | Penske PC-9  | Cosworth DFX V8t   | 6       | 5         | Corrida                          | Team Penske |
| 1981 | Penske PC-9B | Cosworth DFX V8t   | 22      | 30        | Pit lane                         | Team Penske |
| 1982 | Penske PC-10 | Cosworth DFX V8t   | 1       | 2         | Corrida                          | Team Penske |
| 1983 | Penske PC-11 | Cosworth DFX V8t   | 3       | 3         | Corrida                          | Team Penske |
| 1984 | March 84C    | Cosworth DFX V8t   | 3       | 1         | Corrida                          | Team Penske |
| 1985 | March 85C    | Cosworth DFX V8t   | 10      | 21        | Problema no câmbio(gear linkage) | Team Penske |
| 1986 | March 86C    | Cosworth DFX V8t   | 1       | 3         | Corrida                          | Team Penske |
| 1987 | March 86C    | Chevrolet 265A V8t | 3       | 23        | Ignição                          | Team Penske |
| 1988 | Penske PC-17 | Chevrolet 265A V8t | 1       | 1         | Corrida                          | Team Penske |
| 1989 | Penske PC-18 | Chevrolet 265A V8t | 1       | 23        | Falha no motor                   | Team Penske |
| 1990 | Penske PC-19 | Chevrolet 265A V8t | 2       | 5         | Corrida                          | Team Penske |
| 1991 | Penske PC-20 | Chevrolet 265A V8t | 1       | 1         | Corrida                          | Team Penske |
| 1992 | Penske PC-21 | Chevrolet 265B V8t | 9       | 26        | Colisão                          | Team Penske |